# Ensenada Basullo
Die Ensenada Basullo (inoffiziell englisch Basullo Cove) ist eine Nebenbucht der Discovery Bay von Greenwich Island im Archipel der Südlichen Shetlandinseln. Ihre Einfahrt wird durch den Labbé Point und den Fierro Point begrenzt.
Wissenschaftler der 1. Chilenischen Antarktisexpedition (1946–1947) benannten sie nach Abraham Basullo von der chilenischen Marine, der zur Besatzung auf der Iquique bei dieser Forschungsreise gehört hatte.